# Didymoglossum nummularium
Didymoglossum nummularium är en hinnbräkenväxtart som beskrevs av V. d. Bosch.
Didymoglossum nummularium ingår i släktet Didymoglossum och familjen Hymenophyllaceae. Inga underarter finns listade i Catalogue of Life.